# Intercor VEB Inneneinrichtungskombinat Berlin
intercor – VEB Inneneinrichtungskombinat Berlin wurde am 1. Januar 1969 aus den drei Betrieben VEB Edelholzbau Berlin (Fruchtstraße 37), VEB Raumkunst Berlin (Kopernikusstraße 35) und VEB Innenbaukunst Eichwalde gebildet. Später kamen weitere Betriebe dazu, so dass 1986 etwa 700 Beschäftigte im Kombinat tätig waren. Die Kombinatsleitung hatte ihren Sitz im Werkteil I (Kopernikusstraße), das Exportbüro seinen in Eichwalde. Das Kombinat arbeitete an der Inneneinrichtung so bekannter Objekte wie Fernsehturm Berlin, Hotel Stadt Berlin am Alexanderplatz, Palais Unter den Linden mit Schinkelklause, Planetarium, Deutsches Theater, Es wurde In Moskau, Baku, Sotschi, Leningrad und Tallinn gearbeitet, aber auch in Karlsruhe, Köln, Lübeck und vielen anderen Städten. Für eine betriebliche Ausbildung wurde gesorgt. Die 1973 gegründete Betriebssportgemeinschaft (BSG Intercor) besteht noch heute als SSV Intercor. 1988 wurde in Marzahn, Straße 13 eine neue Produktionsstätte geschaffen. 1989–1990 erfolgte der Umzug des Kombinats nach Marzahn. Die Treuhand betrieb ab Ende 1991 den Verkauf der Firma. Die Ende 1992 gegründete intercor GmbH mit ca. 90 Beschäftigten ging 1995 in Konkurs.

## Gründungsbetriebe
Zwei der drei Gründungsbetriebe des Kombinates lagen in Berlin-Friedrichshain. Hier hatte das Tischlereigewerbe Tradition. Schon im 19. Jahrhundert gab es zahlreiche Tischlereien, einige entwickelten sich zu großen Möbelfabriken.

### VEB Edelholzbau Berlin (O-17 Fruchtstraße 37/Straße der Pariser Kommune 37)
Der Vorgängerbetrieb, die jüdische Firma „Richard Hecht und Co“ (1914–1941) war eine der größten Berliner Möbelfabriken mit ca. 120 Beschäftigten an ihren Standorten Fruchtstraße 37 und Küstriner Platz 4 (heute Franz-Mehring-Platz). Sie wurde 1914 durch Richard Hecht gegründet und 1941 als jüdischer Besitz liquidiert. An seine Schwester Martha Korngold (geb. Hecht, 1878–1945) und deren Mann Paul Feivel Korngold (1885–1945), der in der Geschäftsführung der Firma arbeitete, wird in der Leibnizstraße 57 auf einem Stolperstein erinnert. Walter Grunwald erzählt in seinen Erinnerungen auch die Erlebnisse als jüdischer Lehrling 1937–1939 bei „Richard Hecht und Co“.
Nach dem Krieg firmierte der Betrieb in der Fruchtstraße 37 als Deutscher Edelholzbau, Treuhänderische Verwaltung Hans Wilk. Hans Wilk wurde dann Werkleiter des VEB Edelholzbau Berlin.
In einer gut eingerichteten Tischlerei in dem Mehretagenbau O-17, Fruchtstraße 37 (später Straße der Pariser Kommune 37) produzierte der Betrieb hochwertige Möbel und Inneneinbauten. Vorwiegend waren hier gut ausgebildete Tischler und Möbelpolierer beschäftigt. Eine eigene Lehrausbildung sorgte für den Facharbeiternachwuchs. Nach dem ersten Großprojekt Wiederaufbau der Staatsoper Unter den Linden (1953–1955) folgte die Arbeit an der Leipziger Oper, dem Kino International, der Staatsbibliothek zu Berlin, dem Nationaltheater Weimar und anderen renommierten Bauten. Kurzfristige Termine erforderten oft Nacht- und Schichtarbeit.
1963 kam die Betriebsstätte Rigaer Straße 14, eine ehemalige Hämoglobinfabrik, hinzu. Hier arbeiteten erst zwei, später drei Brigaden.

### VEB Raumkunst Berlin (O 34 Kopernikusstraße 35)
Der Betrieb wurde auf Vorschlag der VVBB (Vereinigung Volkseigener Betriebe Berlins) Leichtindustrie, Referat Holz gegründet, um über die Kapazität und Spitzenqualität zu verfügen, historische Gebäude mit Hilfe des Denkmalschutzes wieder aufzubauen. In dem alten Fabrikgebäude auf dem 2. Hof der Kopernikusstraße 35, in dem früher die königliche Hoftischlerei Rössler & Schmidt zu Hause war, etablierte sich der neue Betrieb. Die Stammbelegschaft – erfahrene Tischler mit Inneneinbauerfahrung – kam aus den Berliner Möbelwerken in der Warschauer Straße (früher Propellerwerk Heine). Betriebsdirektor wurde der Antifaschist Erich Franz, dem sehr gute Inneneinbau-Fachkräfte zur Seite standen, zum Beispiel der Technische Leiter Grünheit und der Obermeister Grupp.
Erstes Großprojekt war der Wiederaufbau der Staatsoper Unter den Linden (Wiedereröffnung 1955) Danach arbeitete der Betrieb an Projekten wie dem Roten Rathaus (1956–1958), der Volksbühne am Rosa-Luxemburg-Platz (1952–1954), der Leipziger Oper (1960), der Stadthalle Chemnitz (1966), der Berliner Stadtbibliothek (Eröffnung 1966), dem Berliner Fernsehturm (1968/1969), dem Nationaltheater Weimar (1968), dem DDR-Kulturzentrum in Budapest (1968).
Um qualifizierten Nachwuchs heranzubilden, wurde 1950 in Zusammenarbeit mit dem Magistrat in der 4. Etage eine zentrale Lehrwerkstatt eingerichtet. Die Patenschaft übernahm DDR-Präsident Wilhelm Pieck, ein gelernter Tischler, der auch bei der Einweihung am 11. Februar dabei war.

### VEB Innenbaukunst Eichwalde
Vorgängerbetrieb war die 1911 durch Heinrich Rottschäfer (1883–1945) als Familienbetrieb auf dem Gelände der stillgelegten Eichwalder Gaswerke gegründete Tischlerei. Ab 1939 war die „Groß-Tischlerei für Bau und Innen-Architektur“ mit der Produktion von Spezialanfertigungen am Bau von Jagdflugzeugen und am Zerstörerprogramm der Marine beteiligt. Rottschäfer beschäftigte Kriegsgefangene und hatte Zwangsarbeiter unter unwürdigen Bedingungen untergebracht. Die Familie wurde 1945 von der Roten Armee verhaftet, Heinrich Rottschäfer zum Tode verurteilt und in Brest hingerichtet.
Nach Einsetzung des Treuhänders Fritz Faust (Metallarbeiter) wurde der Betrieb mit 7 Arbeitskräften aufgenommen. 1948 waren es 67 Beschäftigte, dazu 21 Lehrlinge. Der Betrieb arbeitete für den Berliner Wohnungsbau (Fenster und Türen), am Museum für Deutsche Geschichte und fertigte für das Rote Rathaus Rundbogenfenster und Bauelemente. 1952 wurden für die Lomonossow-Universität hunderte Eiche-Fenster geliefert und 1953 Fenster und Türen für den Aufbau von Eisenhüttenstadt. Es gab Umbauten für neue Maschinen und einen besseren Produktionsablauf. 1956/1957 wurde der Laden- und Gaststättenausbau als neues Produktionsprofil eingeführt. Der erste eigene Messepavillon des Betriebes erschien auf der Leipziger Messe. 1958 wurde ein neues Architekturbüro eröffnet und eine 60 m lange Maschinenhalle im Rohbau errichtet, die allerdings abbrannte. Mit Unterstützung des Bezirkswirtschaftsrates Potsdam entstanden bis 1962 eine 120 m lange Maschinenhalle, eine Span- und Schleifabzugsanlage, ein 60 m langer Bankraum, ein Verwaltungs- und Werkstättengebäude und ein Kesselhaus.
1960 wurde Heinz Luther Betriebsleiter, 1961 erhielt der Betrieb den Namen VEB Innenbaukunst Eichwalde. Er wurde Leitbetrieb der Erzeugnisgruppe Spezialmöbel. Der Export in alle Währungsgebiete erhöhte sich ständig.
1966 wurde im Zweigwerk Schulzendorf eine Lehrwerkstatt eingerichtet. In Zusammenarbeit mit der Erweiterten Oberschule KW 52 erhielten Lehrlinge den Facharbeiterbrief des Möbeltischlers mit Abitur.

## Kombinatserweiterung 1976/1979
Nach der Verstaatlichung von PGH-Betrieben wurde das Kombinat 1976 erweitert durch VEB Salonbau Marzahn, VEB Messe und Innenausbau (mit zwei Standorten), VEB Holztechnik Treptow, VEB Innenausbau Köpenick, VEB Innengestaltung Mitte.
1979 wurde der veb aufstieg in der Boxhagener Straße 119 (früher Zugang über das Grundstück Nr. 117) in das Stammwerk eingegliedert. Bis 1970 war der Betrieb als private Kunsttischlerei für Innenausbau Max Pantzer geführt worden, ab 1971 mit Heinz Kantler als Geschäftsführer, am 8. Mai 1972 verstaatlicht, hieß der Betrieb bis 1977 VEB Innenausbau Friedrichshain, dann veb aufstieg.

## Kombinatsdirektor
Johannes Mai (geb. 1929 in Gröden) schloss nach der Schulzeit seine Lehre als Bau- und Möbeltischler in Gröden ab, kam Anfang der 1950er Jahre nach Berlin und fing bei VEB Raumkunst als Tischler an. Nachdem er auch als Technologe gearbeitet hatte, wurde er 1958 Produktionsleiter, erwarb im Fernstudium den Titel „Ingenieur für Möbel und Bauelemente“ und wurde zum Betriebsdirektor berufen. Mit der Kombinatsbildung 1969 wurde er vom Bezirksbauamt Berlin zum Direktor des Kombinates bestellt. Er leitete das Kombinat bis 1991.

## Kombinat
Mit der Kombinatsbildung und den Konzentrationsprozessen waren viele Veränderungen verbunden, die ohne Entlassungen bewerkstelligt wurden. Beispielsweise wurde der Furnierzuschnitt in der Alten Feuerwache in Friedrichshain zusammengelegt und der Vollholzschnitt in der Kopernikusstraße konzentriert. Das war mit der Anschaffung neuer Maschinen und notwendigen Baumaßnahmen verbunden. Das Kombinat erwarb sich mit seiner Qualitätsarbeit Anerkennung im In- und Ausland.
Als ein Beispiel nennen Krasny, Lehmann und Ober „… die schalldämmigen Türen, die bei Raumkunst entwickelt und patentiert wurden und im Kombinat ständig in Technologie und Materialeinsatz verbessert wurden. Sie kamen in vielen Ländern zum Einsatz…“:17
Im Abschnitt „Auslandsmontagen“ berichten sie: „Die Baustellen befanden sich an vielen Orten in Europa. Ein wichtiger Markt war die Sowjetunion… Viele Montagen gingen über Wochen und Monate… Die umfangreicheren Montagen gliederten sich meist in 8-wöchige Durchgänge. In der Zeit bekam man zusätzlich zu seinem Lohn eine Auslöse, von der man einen Teil auf ein Genex-Konto einzahlen konnte.“:18
Wie in den Vorgängerbetrieben gab es eine betriebliche Lehrausbildung (2. Jahre), bis 1978 im ersten Lehrjahr Grundausbildung in der Schnellerstraße und im zweiten Lehrjahr eine spezialisierte Innenausbau-Tischlerschule bei intercor in der Rigaer Str. 14. Ab 1979 wurden beide Lehrjahre in betriebseigenen Werkstätten absolviert.
Auch Lehrlinge bekamen Aufträge aus Großprojekten; zum Beispiel wurden das FDGB-Heim in Klink und die Brauerei in Budapest durch Lehrlinge montiert.
Ab 1985 wurde nach einer besseren Produktionsstätte gesucht, die 1988 in Marzahn, Straße 13 gefunden wurde. Eine neue Produktionshalle mit Gleisanschluss und das Verwaltungsgebäude wurden errichtet, neue Maschinen angeschafft. Ab 1989 erfolgte der Umzug, beginnend mit der Vorfertigung und abschließend Ende 1990 mit dem Umzug der letzten Brigaden aus der Kopernikusstraße.

## BSG Intercor
Ende der 1960er Jahre wurde die VSG (Volkssportgemeinschaft) Intercor gegründet, die 1973 in BSG (Betriebssportgemeinschaft) Intercor umgewandelt wurde.
Einige der Sektionen waren: Fußball (Vorsitzender Thomas Lenz), Volleyball (Vors. Axel Rehbock), Kegeln (Vors. Richard Jakob), Tischtennis (Vors. W. Babylowski), Federball (Vors. Peter Mange), Angeln (Vors. Wolfgang Hertel), Basketball (Vors. Hans Lehmann). Beliebt waren die Treffen mit dem Partnerverein in Zakopane. Dafür gab es Sonderurlaub.:22–23
1976 wurde im Keller, wo vorher Holz lagerte, eine Kegelbahn eingerichtet mit automatischer Aufstellanlage. Der Keller wurde so ausgebaut mit Bar und Sitzgruppen, dass hier auch Brigadefeiern, Hochzeiten und anderes gefeiert werden konnten, sich der Kegelkeller so zum sozialen und sportlichen Mittelpunkt für die Belegschaft entwickelte.:28–29
Heute besteht noch der SSV Intercor (seit 1983) mit einigen Basketballmannschaften.

## Abwicklung
Am 1. Juni 1991 wurden auf Initiative des Kombinatsdirektors 3 zusätzliche Geschäftsführer bestellt. Sie alle leiteten den Betrieb bis Ende 1991. Im Dezember wurde von der Treuhand der potenzielle Käufer als Geschäftsführer zusammen mit einem der bereits benannten eingesetzt, die anderen wurden entlassen. 1992 hat dann eine Käuferin über die Treuhand den Betrieb übernommen und als intercor GmbH vom Ende 1992 bis zum Konkurs im April 1995 als alleinige Geschäftsführerin geleitet.
Einige Kollegen konnten in der neu gegründeten Firma Schulz eine Anstellung finden.
Über die ehemaligen Kombinatsstandorte schreiben Krasny, Lehmann und Ober:

„Die Betriebsteile in der Rigaer Straße und in der Boxhagener Straße wurden zu Wohnungen umgebaut. Der Betriebsteil in der Kopernikusstraße wurde weitestgehend wieder in den originalen Grundrissen und Gliederungen aufgebaut und beherbergt nun wieder einen Mix aus Handwerk und Gewerbe unter dem Dach der neuen Comeniushöfe. Der Betriebsteil in der Pariser Kommune wurde bald abgerissen und an dessen Stelle ein Bürohochhaus errichtet. Nur das Gebäude des Furnierzuschnittes steht noch und beherbergt heute kulturelle Angebote…“